# Nancy Lopez
Nancy Marie Lopez (Torrance, 6 januari 1957) is een Amerikaanse golfprofessional. Ze debuteerde in 1977 op de LPGA Tour, waarop ze 48 golftoernooien won, waarvan drie majors. Lopez werd later ook actief op de Legends Tour.

## Loopbaan
Op 12-jarige leeftijd won Lopez het Mexico Women's Amateur. In 1972 en 1974 won ze het U.S. Girls' Junior en was toen respectievelijk 15 en 17 jaar oud. In 1975 was ze 18 jaar oud en tevens als amateur deelnam aan het US Women's Open waar ze een gedeelde tweede plaats eindigde. Door haar deelname aan het US Women's Open, maakte ze haar debuut op de LPGA Tour. In 1977 was ze als amateur opnieuw tweede op het US Women's Open en werd kort daarna golfprofessional.
In 1978 speelde ze haar eerste volledige golfseizoen op de LPGA Tour. Ze won meteen negen golftoernooien waarvan het prestigieuze LPGA Championship die door de LPGA erkend werd als een major. In het volgende decennia won ze meerdere toernooien. Op 27 april 1997 won ze haar 48ste en tevens haar laatste titel bij de LPGA door het Chick-fil-A Charity Championship te winnen.
In de jaren 1970 en 1980 was ze een van de beste golfsters op de LPGA Tour en veroverde heel wat golfprijzen. Lopez is tot op het heden de enige golfster van de LPGA die binnen één golfseizoen drie grote prijzen van de LPGA won. Ze won in 1979 de "Nieuwkomer van het Jaar", "Speelster van het Jaar" en de "Vare Trophy".

## Erelijst

### Amateur
- 1969: New Mexico Women's Amateur
- 1970: New Mexico Women's Amateur
- 1971: New Mexico Women's Amateur
- 1972: U.S. Girls' Junior, Women's Western Junior
- 1973: Women's Western Junior
- 1974: U.S. Girls' Junior, Women's Western Junior
- 1975: Mexican Amateur
- 1976: AIAW National Championship, Women's Western Amateur, Women's Trans National Amateur

### Professional
LPGA Tour
| Nr. | Datum             | Toernooi                                 | Score           | Score | Info                                                                            |
| --- | ----------------- | ---------------------------------------- | --------------- | ----- | ------------------------------------------------------------------------------- |
| 1   | 26 februari 1978  | Bent Tree Classic                        | 71-72-73-73=289 | +1    |                                                                                 |
| 2   | 12 maart 1978     | Sunstar Classic                          | 72-72-70-71=285 | –3    |                                                                                 |
| 3   | 14 mei 1978       | Greater Baltimore Classic                | 67-73-72=212    | –9    |                                                                                 |
| 4   | 21 mei 1978       | Coca-Cola Classic                        | 69-71-70=210    | –3    | Won de play-off van JoAnne Carner                                               |
| 5   | 29 mei 1978       | Golden Lights Championship               | 67-72-73-65=277 | –11   |                                                                                 |
| 6   | 11 juni 1978      | LPGA Championship                        | 71-65-69-70=275 | –13   |                                                                                 |
| 7   | 18 juni 1978      | Bankers Trust Classic                    | 72-73-69=214    | –5    |                                                                                 |
| 8   | 6 augustus 1978   | Colgate European Open                    | 73-71-72-73=289 | –7    |                                                                                 |
| 9   | 12 november 1978  | Colgate Far East Open                    | 75-69-72=216    | par   |                                                                                 |
| 10  | 11 maart 1979     | Sunstar Classic                          | 70-71-70-69=280 | –8    |                                                                                 |
| 11  | 25 maart 1979     | Sahara National Pro-Am                   | 72-67-66-69=274 | –6    |                                                                                 |
| 12  | 6 mei 1976        | Women's International                    | 72-71-71-68=282 | –6    |                                                                                 |
| 13  | 20 mei 1979       | Coca-Cola Classic                        | 73-70-73=216    | –3    | Won de play-off van Bonnie Bryant, Hollis Stacy, Jo Ann Washam en Mickey Wright |
| 14  | 3 juni 1979       | Golden Lights Championship               | 67-70-73-70=280 | –8    |                                                                                 |
| 15  | 24 juni 1979      | Lady Keystone Open                       | 72-68-72=212    | –4    |                                                                                 |
| 16  | 5 augustus 1979   | Colgate European Open                    | 68-69-70-75=282 | –6    |                                                                                 |
| 17  | 30 september 1979 | Mary Kay Classic                         | 71-66-67-70=274 | –14   |                                                                                 |
| 18  | 30 maart 1980     | Women's Kemper Open                      | 72-66-77-69=284 | par   |                                                                                 |
| 19  | 29 juni 1980      | The Sarah Coventry                       | 73-67-72-71=283 | –9    |                                                                                 |
| 20  | 1 september 1980  | Rail Charity Golf Classic                | 65-71-71-68=275 | –13   |                                                                                 |
| 21  | 8 maart 1981      | Arizona Copper Classic                   | 70-72-68-68=278 | –14   |                                                                                 |
| 22  | 5 april 1981      | Colgate-Dinah Shore                      | 71-73-69-64=277 | –11   |                                                                                 |
| 23  | 28 juni 1981      | The Sarah Coventry                       | 74-69-71-71=285 | –3    |                                                                                 |
| 24  | 21 maart 1982     | &B Scotch Pro-Am                         | 70-67-69-73=279 | –5    |                                                                                 |
| 25  | 7 november 1982   | Mazda Japan Classic                      | 66-70-71=207    | –9    |                                                                                 |
| 26  | 6 februari 1983   | Elizabeth Arden Classic                  | 71-71-70-73=285 | –3    |                                                                                 |
| 27  | 10 april 1983     | J&B Scotch Pro-Am                        | 71-69-69-74=283 | –6    |                                                                                 |
| 28  | 4 maart 1984      | Uniden LPGA Invitational                 | 70-74-66-74=284 | par   |                                                                                 |
| 29  | 19 augustus 1984  | Chevrolet World Championship             | 69-74-65-73=281 | –7    |                                                                                 |
| 30  | 19 mei 1985       | Chrysler-Plymouth Classic                | 69-69-72=210    | –9    |                                                                                 |
| 31  | 7 juni 1985       | LPGA Championship                        | 65-71-72-65=273 | –15   |                                                                                 |
| 32  | 7 juli 1985       | Mazda Hall of Fame Championship          | 71-70-72-68=281 | –7    |                                                                                 |
| 33  | 11 augustus 1985  | Henredon Classic                         | 66-67-69-66=268 | –20   |                                                                                 |
| 34  | 8 september 1985  | Portland Ping Championship               | 69-76-70=215    | –1    | Won de play-off van Lori Garbacz                                                |
| 35  | 8 februari 1987   | Sarasota Classic                         | 73-66-68-74=281 | –7    |                                                                                 |
| 36  | 13 september 1987 | Cellular One-Ping Golf Championship      | 72-67-71=210    | –6    |                                                                                 |
| 37  | 7 februari 1988   | Mazda Classic                            | 69-68-71-75=283 | –5    |                                                                                 |
| 38  | 17 april 1988     | AI Star/Centinela Hospital Classic       | 71-72-67=210    | –6    | Won de play-off van Marta Figueras-Dotti                                        |
| 39  | 15 mei 1988       | Chrysler-Plymouth Classic                | 68-70-66=204    | –12   |                                                                                 |
| 40  | 21 mei 1989       | Mazda LPGA Championship                  | 71-69-68-66=274 | –14   |                                                                                 |
| 41  | 30 juli 1989      | Atlantic City Classic                    | 67-70-69=206    | –10   |                                                                                 |
| 42  | 24 september 1989 | Nippon Travel-MBS Classic                | 73-69-65-70=277 | –11   |                                                                                 |
| 43  | 23 september 1990 | MBS LPGA Classic                         | 69-70-74-68=281 | –7    | Won de play-off van Cathy Gerring                                               |
| 44  | 5 mei 1991        | Sara Lee Classic                         | 65-70-71=206    | –10   |                                                                                 |
| 45  | 7 september 1992  | Rail Charity Golf Classic                | 67-68-64=199    | –17   | Won de play-off van Laura Davies                                                |
| 46  | 13 september 1992 | Ping-Cellular One LPGA Golf Championship | 70-70-69=209    | –7    | Won de play-off van Jane Crafter                                                |
| 47  | 11 juli 1993      | Youngstown-Warren LPGA Classic           | 68-68-67=203    | –13   | Won de play-off van Deb Richard                                                 |
| 48  | 27 april 1997     | Chick-fil-A Charity Championship         | 71-66=137       | –7    |                                                                                 |

| Majors |

Overige
- 1979: Portland Ping Team Championship (met Jo Ann Washam)
- 1980: JCPenney Mixed Team Classic (met Curtis Strange)
- 1987: Mazda Champions (met Miller Barber)
- 1992: Wendy's 3-Tour Challenge (met Dottie Mochrie en Patty Sheehan)

## Teamcompetities
Amateur
- Curtis Cup ( USA): 1976 (winnaars)
- Espirito Santo Trophy ( USA): 1976 (winnaars)

Professional
- Solheim Cup ( USA): 1990 (winnaars)
- Handa Cup ( USA): 2011 (winnaars), 2012 (winnaars), 2013